# 索德伯格鱼属
索德伯格鱼属（学名：Soederberghia）是一类生存于泥盆纪晚期的史前肺鱼。
索德伯格鱼属可能有着非常广阔的分布范围，因为它的化石在格陵兰岛、澳大利亚和北美洲均有发现。
长吻的索德伯格鱼属与Rhynchodipterus有许多共同的特征。